# Filialkirche Weißenbach bei Liezen

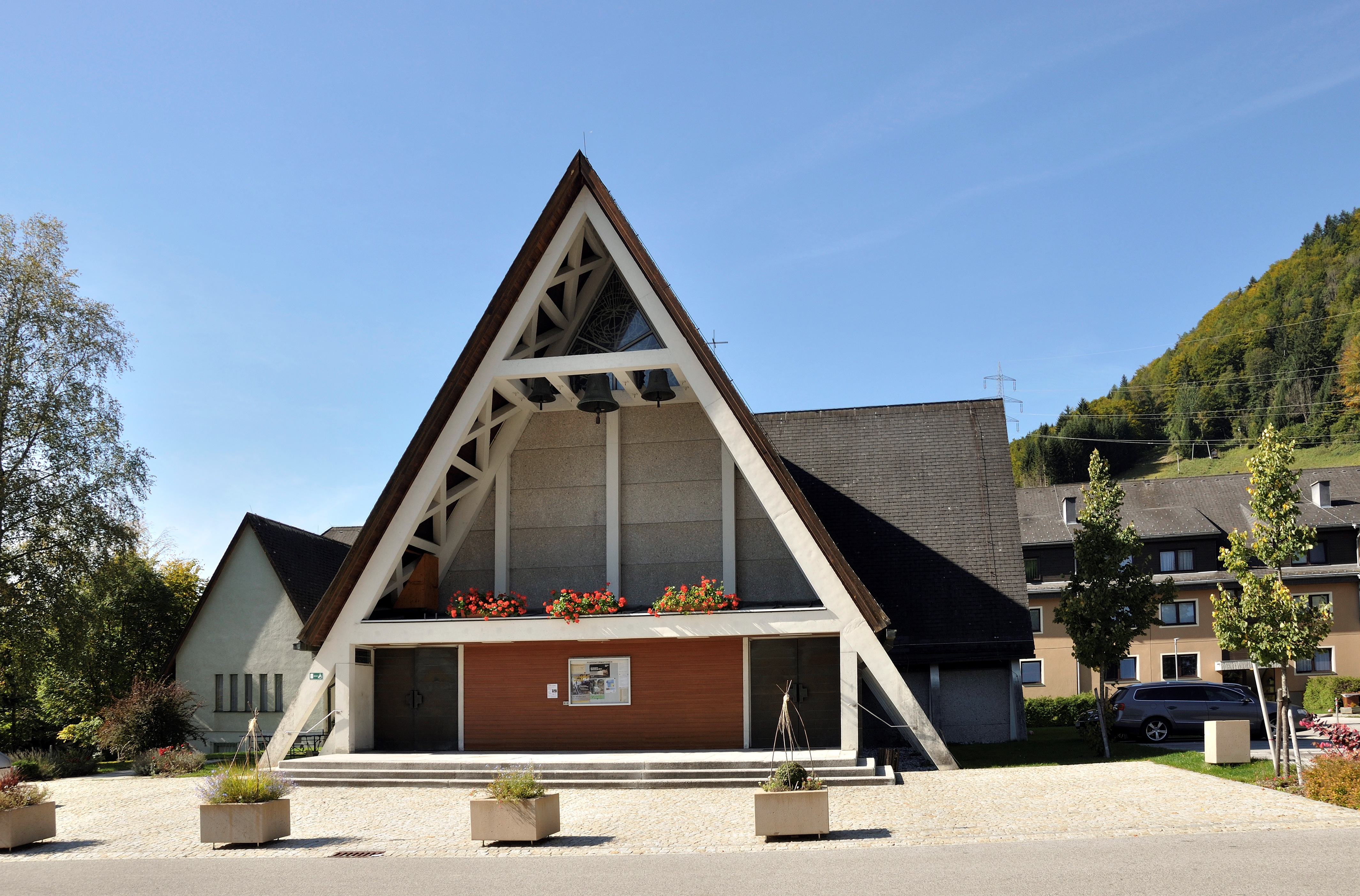
Kirche in Weißenbach

Die Filialkirche Weißenbach in der Gemeinde Weißenbach bei Liezen ist eine römisch-katholische Filialkirche der Pfarre Liezen im Bezirk Liezen im Bundesland Steiermark. Sie ist dem Fest Christi Himmelfahrt geweiht.

## Geschichte
Die Kirche wurde in den Jahren 1966 bis 1968 unter Pfarrer Franz Fastl nach Plänen des Mariazeller Architekten Kurt Weber-Mzell als erste Fertigteilkirche der Steiermark errichtet.

## Architektur und Ausstattung

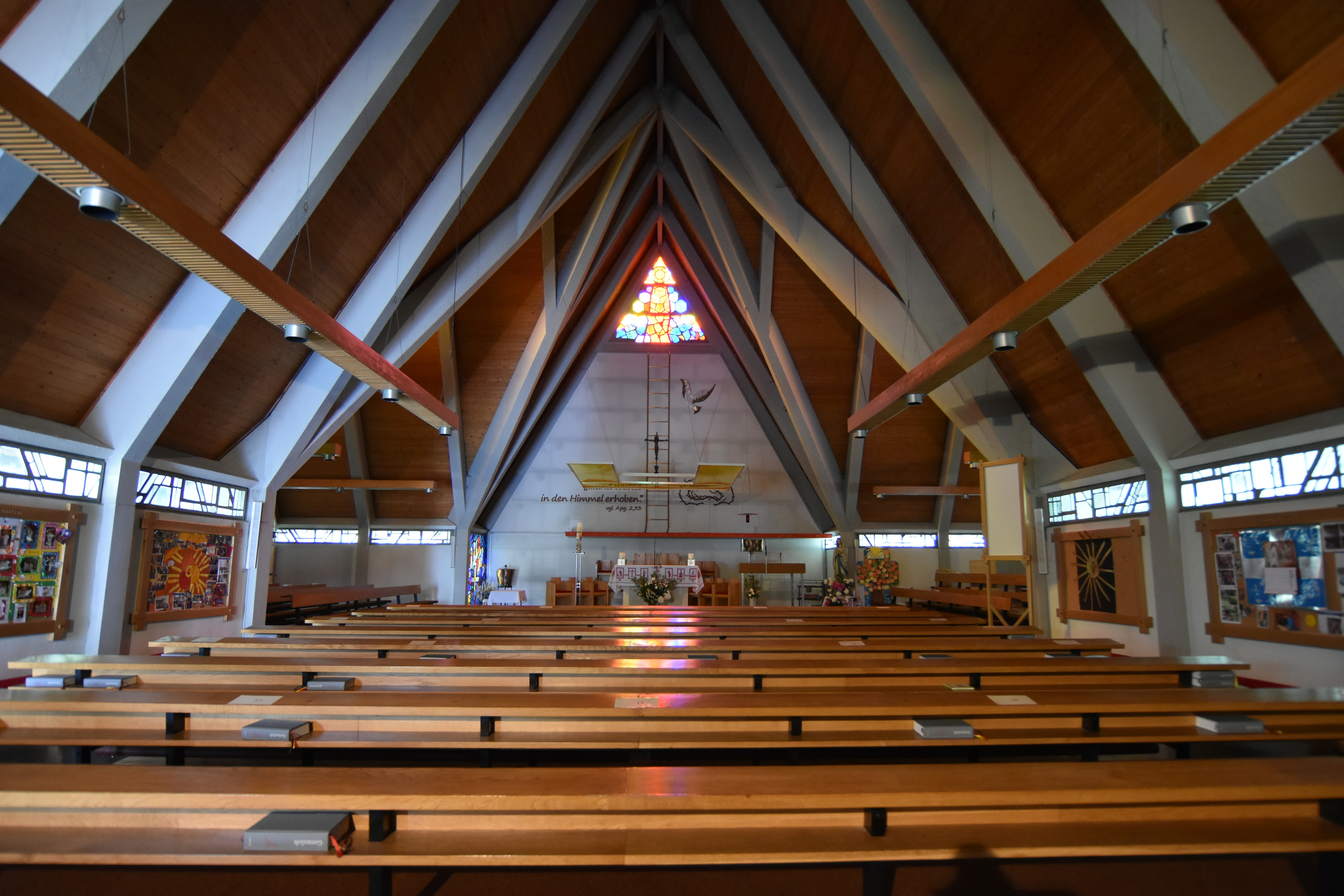
Innenansicht der Kirche

Es ist ein einfacher Bau mit dem Querschnitt eines gleichseitigen Dreiecks (Trinität). Vier Farbglasfenster aus der Werkstätte des Stiftes Schlierbach sind das vorrangige Gestaltungselement des Architekten für den Innenraum.
Das vordere Fenster aus dem Jahr 1968 zeigt „Christi Himmelfahrt“. Das rechte Fenster zeigt die „Kreuzigung Jesu“, das auf der linken Seite die „Auferstehung Jesu“ und das hintere Fenster „Christus als Weltenrichter“. Drei Fenster wurden anlässlich der Fertigstellung, Sanierung und Renovierung der Kirche 1993 anlässlich ihres 25-jährigen Bestehens gefertigt.